# Pan dei morti
Il pan dei morti è un dolce lombardo tradizionale della zona di Milano, della Brianza e delle province di Brescia e Bergamo.

## Preparazione
Viene preparato in occasione della Festa dei Morti, quando si ritiene che le anime dei defunti si ripresentino nelle proprie case; per dare loro il benvenuto è tradizione preparare questi dolci da portare in tavola o da regalare ai bambini.

### Ricetta
La ricetta di base prevede albumi, biscotti sbriciolati, cacao, frutta secca e/o frutta candita, uvetta e spezie. Negli ingredienti presenta analogie con altre ricette, sia locali (come la torta paesana brianzola) sia legate alla ricorrenza come i vari dolci dei morti diffusi in tutta Italia, e anche con il pepparkakor nordico.